# مثووت تجمعات (المهرة)

تعديل مصدري - تعديل

مثووت تجمعات هي إحدى قرى عزلة الفيدمي بمديرية الغيظة التابعة لمحافظة المهرة، بلغ تعداد سكانها 98 نسمة حسب تعداد اليمن لعام 2004.